# NGC 1834
NGC 1834 is een open sterrenhoop in het sterrenbeeld Goudvis. Het hemelobject werd op 11 november 1836 ontdekt door de Britse astronoom John Herschel.

## Synoniemen
- ESO 56-SC60